# Pedro José da Costa Barros
Pedro José da Costa Barros (Aracati, 7 de octubre de 1779 – Brasil, 20 de octubre de 1839) fue un militar y  político brasileño.
Fue diputado en las cortes de Lisboa, presidente de las provincias de  Ceará, del 17 de abril al 29 de abril de 1824 y del 18 de diciembre de 1824 al 13 de enero de 1825, y Maranhão, del 31 de agosto de 1825 al 27 de febrero de 1828. Fue senador del Imperio del Brasil entre 1827 y 1839. 
Fue miembro del primer movimiento literario cearense, movimiento que fue conocido como "Oiteiros".